# Senyoria de Terrides
La senyoria de Terrides fou una jurisdicció feudal de França prop de l'actual Labourgade, a l'actual departament de Tarn i Garona.
Gautier fou senyor de Terrides cap al 1100 i va deixar la senyoria a la seva filla Escaronne que es va casar amb Jordà II senyor d'Illa Jordà i després vescomte de Gimois. Aquest va morir el 1195 i el va succeir el seu fill Jordà III que a la seva mort el 1205 va deixar la senyoria de Terrides i el vescomtat de Gimois al seu fill Otó. El va succeir el seu fill Bernat i a aquest la seva filla Marcida, que es va casar amb Joan vescomte de Coserans, a qui va anar a parar la senyoria.